# Brookfield Place
Brookfield Place (antiguamente BCE Place) es un complejo de oficinas situado en Downtown Toronto, Ontario, Canadá, que comprende la manzana de 2.1 hectáreas (5.2 acres) rodeada por Yonge Street en el este, Wellington Street West en el norte,  Bay Street en el oeste, y Front Street en el sur. El complejo contiene 242 000 m² (2 604 867 ft²) de espacio de oficinas, y consiste en dos torres, Bay Wellington Tower y TD Canada Trust Tower, enlazadas por la Galería Allen Lambert, de seis plantas.  Brookfield Place también alberga el Hockey Hall of Fame.

## Diseño
Bay Wellington Tower es una torre de oficinas de 49 plantas diseñada por Bregman + Hamann Architects y completada en 1992. TD Canada Trust Tower destaca por su diseño y  aguja en su parte superior permaneciendo con 53 plantas.  Diseñada por Bregman + Hamann Architects y Skidmore, Owings & Merrill, la torre fue completada en 1990 y conocida como Canada Trust Tower hasta 2000, cuando Canada Trust fue adquirida por Toronto-Dominion Bank. El logo de "TD" es mostrado prominentemente en la Canada Trust Tower, al contrario que las torres cercanas del Toronto-Dominion Centre.

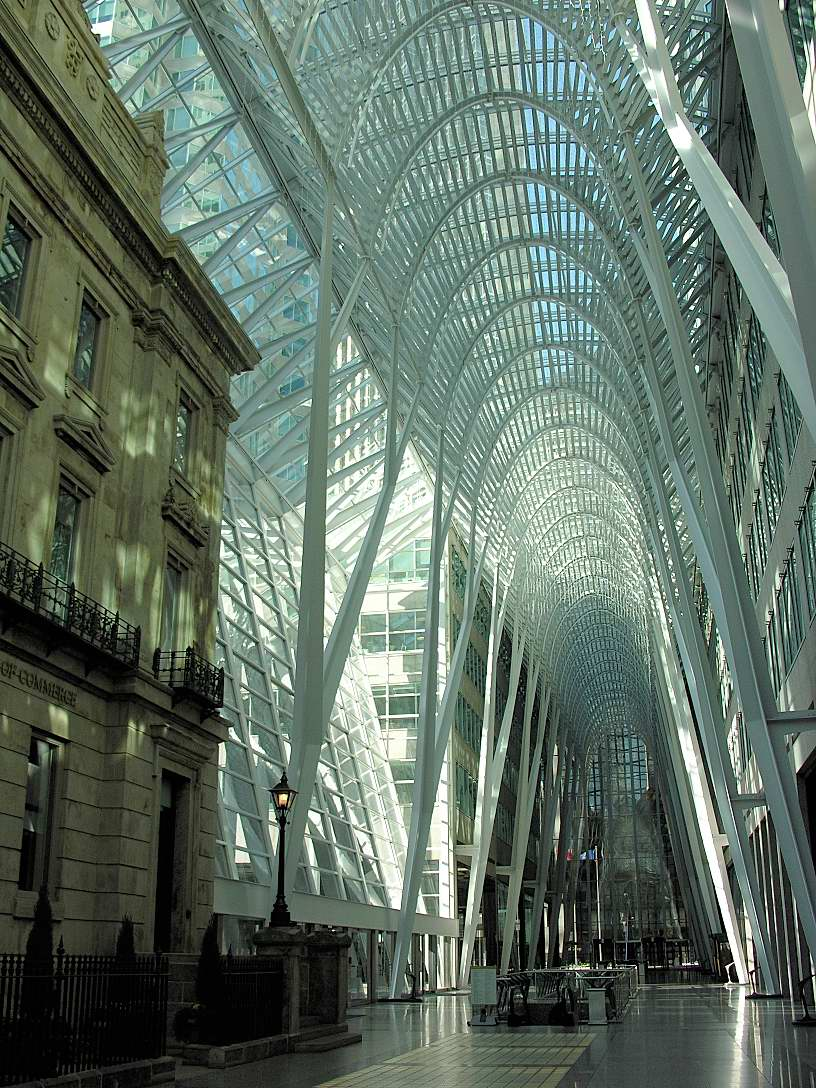
Galería Allen Lambert, diseñada por Santiago Calatrava

Aunque Brookfield Place es un moderno complejo de oficinas, contiene un significativo componente de patrimonio.  En el siglo XIX, esta manzana fue descrita en el periódico Globe como "la manzana de negocios más valiosa de la ciudad", a pesar de que gran parte de dicho patrimonio fue destruido posteriormente en el Gran Incendio de Toronto en 1904. Solo se salvó del fuego una hilera de una docena de edificios comerciales situado en la esquina de las calles Yonge y Wellington, las fachadas de los cuales fueron restaurados décadas más tarde e incorporados al proyecto Brookfield Place.  La fachada del edifiico Merchants' Bank, de la década de 1890, originalmente situado en Wellington Street, fue restaurada de forma similar, aunque fue trasladada e incorporada a la Galería Allen Lambert. La opulenta antigua filial del Bank of Montreal, construida en 1885 en la esquina noroeste de las calles Yonge y Front, también forma parte del complejo, y ahora sirve como parte del Hockey Hall of Fame. Contiene retratos de todos los reclutas del Hall of Fame, y alberga un número importante de trofeos de hockey, incluyendo la Stanley Cup.
Brookfield Place está conectado al el sistema subterráneo PATH y al metro.  Brookfield Commercial Properties es la dueña de Bay Wellington Tower; y OMERS Realty, de TD Canada Trust Tower.

## Galería Allen Lambert
La Galería Allen Lambert , descrita en ocasiones como la "catedral de cristal del comercio", es un atrio diseñado por el arquitecto español Santiago Calatrava que conecta Bay Street con Heritage Square. La alta calle peatonal de seis plantas está estructurada por seis soportes autoportantes en cada lado de la Galería, que se ramifican en formas parabólicas evocando el dosel del bosque o una arbolada por la presencia de fachadas de edificios a lo largo de los lados de la estructura.
La Galería fue el resultado de una competición internacional y fue incorporada al proyecto para satisfacer los requisitos de arte público de la ciudad de Toronto. Es un espacio fotografiado frecuentemente, y aparece como telón de fondo de los informes de noticias, así como producciones de cine y televisión.  
El techo parabólico y arqueado que creó Santiago Calatrava para el salón de la asamblea de Wohlen High School en Suiza es considerado generalmente como el precursor del techo de la Galería.

## Inquilinos
Kroll Inc.